# Porto (district)
District Porto is een district in Portugal dat overeenkomt met de kern van de vroegere provincie Douro Litoral. Het wordt in het noorden begrensd door het district Braga, in het oosten door het district Vila Real, in het zuiden door het district Aveiro en in het westen door de Atlantische Oceaan. Met een oppervlakte van 2395 km² het 17e grootste district. Het inwoneraantal is 1.781.826 (2001). Hoofdstad is de gelijknamige stad Porto.
Het district is onderverdeeld in 18 gemeenten:
- Amarante
- Baião
- Felgueiras
- Gondomar
- Lousada
- Maia
- Marco de Canaveses
- Matosinhos
- Paços de Ferreira
- Paredes
- Penafiel
- Porto
- Póvoa de Varzim
- Santo Tirso
- Trofa
- Valongo
- Vila do Conde
- Vila Nova de Gaia

In de huidige hoofdindeling van het land maakt het district deel uit van de noordelijke regio, met zijn gemeenten verspreid over de subregio's Groot-Porto en Tâmega.

## Demografische ontwikkeling
Inwoneraantal x 1.000
Aveiro · Beja · Braga · Bragança · Castelo Branco · Coimbra · Évora · Faro · Guarda · Leiria · Lissabon · Portalegre · Porto · Santarém · Setúbal · Viana do Castelo · Vila Real · Viseu

Autonome regio's van Portugal: Azoren · Madeira